# April 25 Sports Club
April 25 Sports Club je severnokorejski nogometni klub iz Pjongjanga, ki igra v severno korejski prvi ligi. Ustanovljen je bil leta 1949, domači stadion kluba je Stadion Yanggangdo. V ligi nastopa deset klubov.